# (26950) Legendre
(26950) Legendre (1997 JH10) – planetoida z pasa głównego asteroid okrążająca Słońce w ciągu 3,51 lat w średniej odległości 2,31 j.a. Odkryta 11 maja 1997 roku.